# ジェルマージノ
ジェルマージノ（イタリア語: Germasino）は、イタリア共和国ロンバルディア州コモ県グラヴェドーナ・エドゥニーティに属する分離集落（フラツィオーネ）。
かつては独立したコムーネであったが、2011年にコンシーリオ・ディ・ルーモ、グラヴェドーナと合併して新自治体の一部となった。

## 地理

### 隣接コムーネ
コムーネとしてのジェルマージノは、以下のコムーネと隣接していた。括弧内のCHはスイス領、CH-GRはグラウビュンデン州、CH-TIはティチーノ州所属を示す。
- コンシーリオ・ディ・ルーモ
- ドンゴ
- ガルツェーノ
- Roveredo (CH-GR)
- サン・ナッザーロ・ヴァル・カヴァルニャ
- Sant'Antonio (CH-TI)
- San Vittore (CH-GR)
- スタッツォーナ